# Silas
Silas (Koinè: Σιλᾶς) was volgens het Nieuwe Testament een christen die leefde in de 1e eeuw en een medewerker was van de apostel Paulus en misschien ook Petrus.

## Silas in Handelingen van de apostelen
Volgens Handelingen van de apostelen was Silas lid van de oergemeente van het vroege christendom  in Jeruzalem. Tijdens het Concilie van Jeruzalem werd Silas aangewezen om met Paulus naar Antiochië te reizen om de besluiten van het concilie over te brengen (Handelingen 15:22). Na enige tijd keerde hij naar Jeruzalem terug (Handelingen 15:33). 
Later nam Paulus Silas mee op zijn tweede zendingsreis, nadat hij van mening verschilde met Barnabas over de deelnemers aan de zendingsreis. Tijdens een tussenstop in Philippi werden Silas en Paulus in de gevangenis gestopt, waaruit zij op wonderbaarlijke wijze ontsnapten (Handelingen 16:25-26). In Berea scheidden hun wegen. Paulus reisde door, maar Silas bleef achter met Timoteüs, een andere medewerker van Paulus (Handelingen 17:14). In Korinthe trof Silas Paulus weer (Handelingen 18:5). Hierna wordt Silas niet meer in relatie tot Paulus genoemd.

## Medewerker van Petrus?
Het Nieuwe Testament is niet duidelijk over hoe het Silas verder verging. 1 Petrus 5:12 noemt een Silvanus (Koinè: Σιλουανός) als secretaris, die Petrus had geholpen de brief te schrijven. Als de brief echt door Petrus zou zijn geschreven en Silvanus een aanduiding zou zijn van Silas, dan zou Silas niet alleen voor Paulus hebben gewerkt, maar ook voor Petrus.

## Latere tradities
Zijn gedenkdag in de katholieke Kerk is 13 juli. De orthodoxe Kerken kennen 4 januari en 30 juli als gedenkdag.
Onder de in Nag Hammadi gevonden geschriften bevindt zich een Koptische tekst getiteld Lessen van Sylvanus. Het is een pseudepigraaf: de tekst is niet door Silas zelf geschreven, maar door een latere auteur op zijn naam gesteld.